# Jüdischer Friedhof (Sayn)

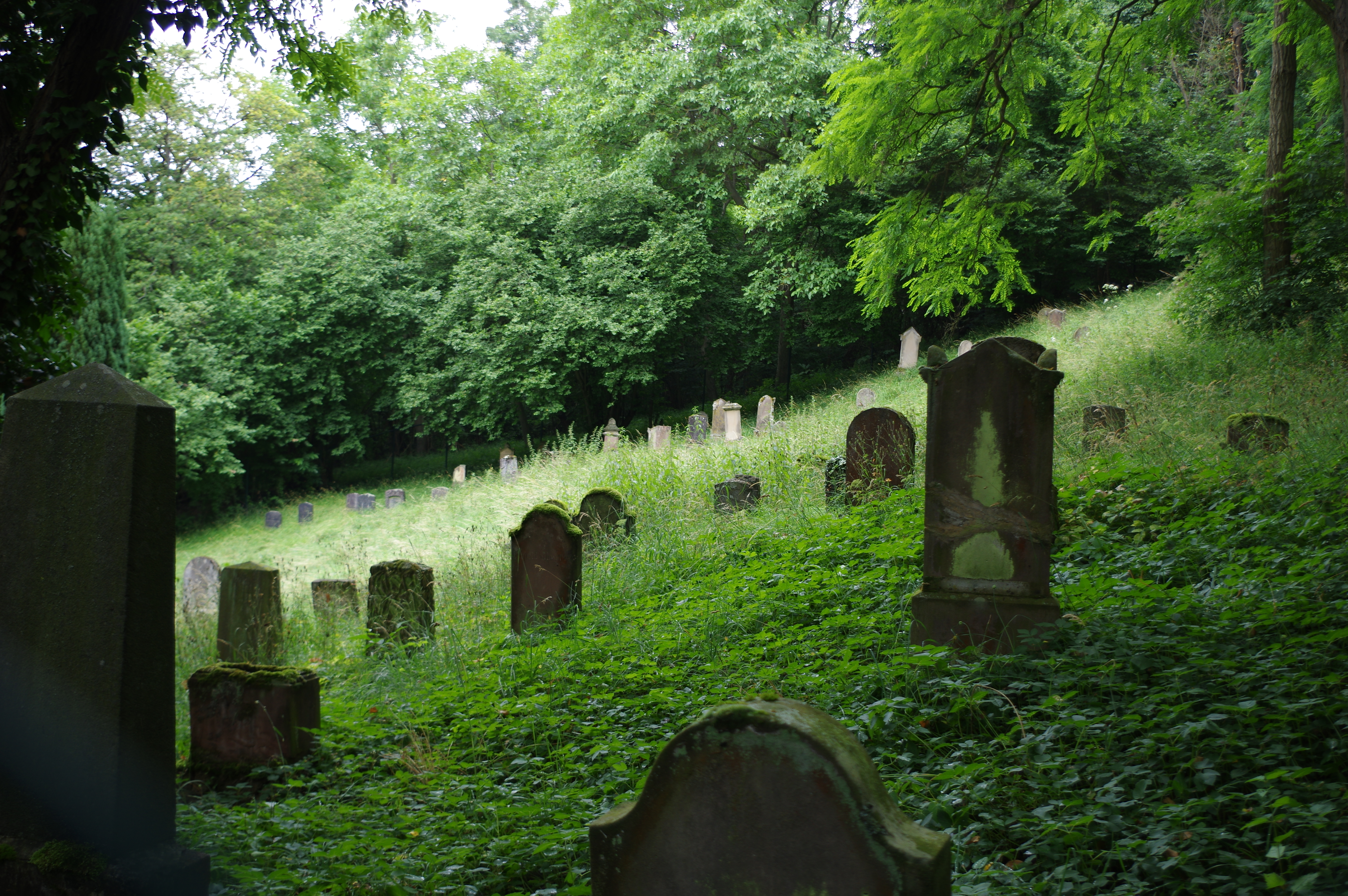
Ansicht (2017)

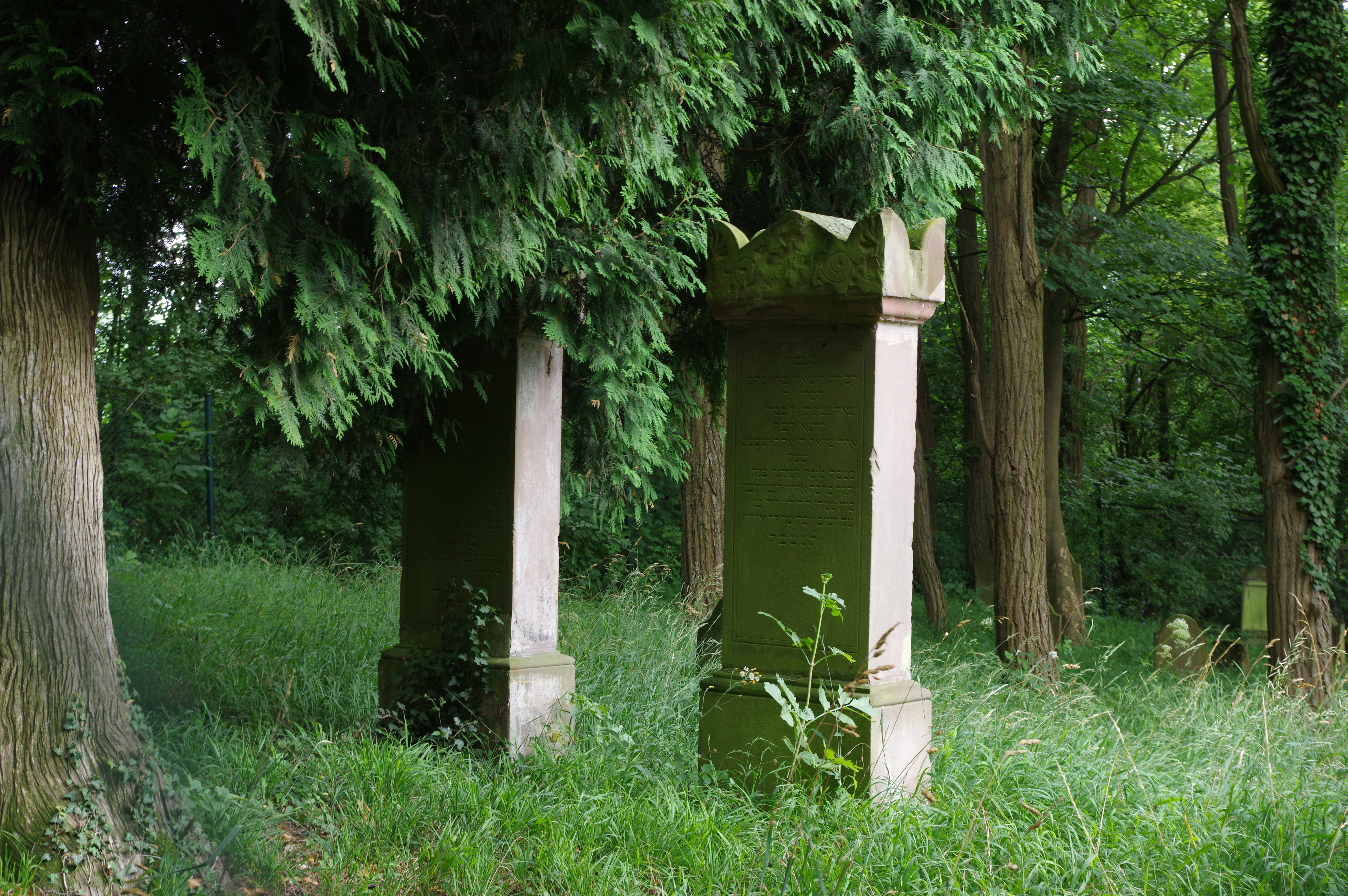
Ansicht (2017)

Der Jüdische Friedhof in Sayn, einem Stadtteil der Stadt Bendorf im Landkreis Mayen-Koblenz in Rheinland-Pfalz, entstand nach 1723. Der jüdische Friedhof liegt südlich des Kernortes auf einer Höhe von etwa 150 m ü. NHN in Waldlage.  Erreichbar ist die verschlossene Friedhofsanlage zum einen aus südlicher Richtung über den Meisenhofweg. Zum anderen vom Kernort aus, über einen teils steilen und schlecht begehbaren Fußweg. Dieser schließt an den Heinzenweg an und endet seit dessen Aufstellung in jüngerer Zeit an einem, den Friedhof umgehenden Maschendrahtzaun. Zuvor führte er über den Friedhof, als diesen erschließender Mittelweg zum Zugang an der Ostseite.

## Geschichte
Der Sayner Friedhof wurde nach 1723 zunächst als Privatfriedhof angelegt. In den Jahren 1870 und 1871 erfolgte eine Erweiterung der Anlage, parallel zur Einrichtung der Israelitischen Heil- und Pflegeanstalt für Nerven- und Gemütskranke von Meier Jacoby in Sayn. Die Anstalt fungierte von 1940 bis zu ihrer Auflösung am 11. November 1942 als Sammellager für die 1942 umgesetzten Deportationen in die Vernichtungslager. Nachweislich wurden 146 Patienten der Jacoby’schen Anstalt hier beigesetzt.
Am 13. November 1988 wurde im Eingangsbereich von der Stadt Bendorf und auf Veranlassung des ökumenischen Arbeitskreises ein Erinnerungsstein aufgestellt. Das Friedhofsareal umfasst eine Fläche von 2503 m2.
|  | „DIE JACOBY’SCHEN ANSTALTEN IN SAYN WAREN 1940–1942 SAMMELLAGER FÜR JUDEN. DORT STARBEN 146 PERSONEN, DIE AUF DIESEM FRIEDHOF BEIGESETZT WURDEN. ETWA 1000 JUDEN, DARUNTER 32 BÜRGER UNSERER STADT, WURDEN IN DIE VERNICHTUNGSLAGER DES DRITTEN REICHES DEPORTIERT. WIR GEDENKEN IHRER IN EHRFURCHT UND TRAUER. DIE BÜRGER DER STADT BENDORF.“ – Stadt Bendorf |

Eine seinerzeit gerichtlich verfolgte und mit einer vierwöchigen Gefängnisstrafe belegte Friedhofsschändung ist für das Jahr 1890 belegt, nachdem am 11. September des Jahres zwei junge Männer aus Sayn ein Grabmonument zertrümmert hatten.
Als Denkmalzone Jüdischer Friedhof Sayn ist die Anlage ein geschütztes Kulturdenkmal. Sie weist noch 150 Grabsteine auf.